# Logan Stankoven
Logan Stankoven, född 26 februari 2003, är en kanadensisk professionell ishockeyforward som är kontrakterad till Dallas Stars i National Hockey League (NHL) och spelar för Texas Stars i American Hockey League (AHL).
Han har tidigare spelat för Kamloops Blazers i Western Hockey League (WHL).
Stankoven draftades av Dallas Stars i andra rundan i 2021 års draft som 47:e spelare totalt.

## Statistik
| 2017–2018  | Yale Hockey Academy U15 | CSSHL      | 30  | 57  | 33  | 90  | 6  | 3  | 6  | 4  | 10 | 0  |
|            | Yale Hockey Academy U18 | CSSHL      | 3   | 3   | 0   | 3   | 0  | —  | —  | —  | —  | —  |
| 2018–2019  | Thompson Blazers        | BC MML     | 38  | 49  | 52  | 101 | 36 | 2  | 1  | 0  | 1  | 0  |
|            | Kamloops Blazers        | WHL        | 7   | 0   | 1   | 1   | 2  | 6  | 1  | 1  | 2  | 0  |
| 2019–2020  | Kamloops Blazers        | WHL        | 59  | 29  | 19  | 48  | 10 | —  | —  | —  | —  | —  |
| 2020–2021  | Kamloops Blazers        | WHL        | 6   | 7   | 3   | 10  | 0  | —  | —  | —  | —  | —  |
| 2021–2022  | Kamloops Blazers        | WHL        | 59  | 45  | 59  | 104 | 16 | 17 | 17 | 14 | 31 | 8  |
| 2022–2023  | Kamloops Blazers        | WHL        | 48  | 34  | 63  | 97  | 17 | 14 | 10 | 20 | 30 | 4  |
| 2023–2024  | Dallas Stars            | NHL        | 1   | 0   | 0   | 0   | 0  | —  | —  | —  | —  | —  |
|            | Texas Stars             | AHL        | 47  | 24  | 33  | 57  | 26 | —  | —  | —  | —  | —  |
| NHL totalt | NHL totalt              | NHL totalt | 1   | 0   | 0   | 0   | 0  | —  | —  | —  | —  | —  |
| WHL totalt | WHL totalt              | WHL totalt | 179 | 115 | 145 | 260 | 45 | 37 | 28 | 35 | 63 | 12 |

### Internationellt
| Källa: Uppdaterad: 2024-02-25 | Källa: Uppdaterad: 2024-02-25 | Källa: Uppdaterad: 2024-02-25 |         | Utv = Utvisningsminuter | Utv = Utvisningsminuter | Utv = Utvisningsminuter | Utv = Utvisningsminuter | Utv = Utvisningsminuter |
| År                            | Lag                           | Mästerskap                    | Matcher | Mål                     | Assists                 | Poäng                   | Utv                     |                         |
| ----------------------------- | ----------------------------- | ----------------------------- | ------- | ----------------------- | ----------------------- | ----------------------- | ----------------------- | ----------------------- |
| 2021                          | Kanada                        | U18-VM                        | 7       | 4                       | 4                       | 8                       | 0                       |                         |
| 2022                          | Kanada                        | JVM                           | 7       | 4                       | 6                       | 10                      | 2                       |                         |
| 2023                          | Kanada                        | JVM                           | 7       | 3                       | 8                       | 11                      | 0                       |                         |
| Junior totalt                 | Junior totalt                 | Junior totalt                 | 21      | 11                      | 18                      | 29                      | 2                       |                         |